# Baniana octomaculata
Baniana octomaculata là một loài bướm đêm trong họ Erebidae.